# Diversidad sexual en Armenia
La diversidad sexual en Armenia cuenta con algunas dificultades legales que los residentes LGBT experimentan. Esto se debe en gran parte a la falta de leyes que prohíben la discriminación basada en orientación sexual e identidad de género y la prevalente actitud negativa hacia las personas LGBT en la sociedad armenia en general.
La homosexualidad ha sido legal en Armenia desde 2003. Sin embargo, aunque ha sido descriminalizada, la situación local de los ciudadanos y ciudadanas lesbianas, gais, bisexuales y transgénero no ha cambiado sustancialmente. Muchos armenios LGBT temen ser excluidos socialmente por sus amigos y familiares, esto causa que muchos de ellos oculten sus identidades sexuales o de género, con la excepción de algunos familiares o amigos que lo pueden saber pero que también lo mantienen en secreto.
La homosexualidad es un tópico tabú en la sociedad armenia. En un estudio llevado a cabo en 2012, el 55% de los consultados en idioma armenio respondió que dejarían de relacionarse con amigos o familiares de declararse gais. Además, el 70% de los armenios encontró que la gente LGBT es extraña. Conjuntamente no hay protección legal para las personas LGBT cuyos derechos son violados regularmente. De 49 países europeos, Armenia ha sido clasificada 47a con respecto a derechos LGBT, siendo superada solamente por Rusia y Azerbaiyán que ocupan las posiciones 48 y 49 respectivamente. Las generaciones más jóvenes de armenios permanecen desinformados acerca de la problemática LGBT, esto se debe probablemente a la cultura familiar donde tradicionalmente la mayoría de los jóvenes luego de vivir en casa de los padres buscan casarse con una pareja del sexo opuesto.
Mucha gente LGBT afirma tener miedo a la violencia laboral y familiar. Por lo tanto, muchos deciden no reportar violaciones a los derechos u ofensas criminales.
En 2011, Armenia firmó la declaración sobre orientación sexual e identidad de género de las Naciones Unidas, condenando la violencia y discriminación contra la gente LGBT.

## Legislación y derechos

### Despenalización de la homosexualidad
Entre 1920 y 1991, Armenia fue parte de la Unión Soviética.
Hasta 2003, la legislación que Armenia seguía correspondía a la Sección 121 del código penal de la Unión Soviética. Específicamente, el artículo 116 que data del año 1936 y prevé una condena máxima de cinco años. Esta ley solamente y específicamente criminalizaba el sexo anal entre hombres. El sexo lésbico o el sexo no penetrativo entre hombres no eran explícitamente mencionados en la ley como ofensa criminal, siempre y cuando fuera entre adultos y consensualmente.
La derogación de la ley anti gay conjuntamente con la pena capital estaba entre los prerrequisitos que Armenia debía cumplir para ingresar al Consejo Europeo en 2001. En diciembre de 2002, la Asamblea Nacional de Armenia (Azgayin Zhoghov) aprobó un nuevo código penal en el que el artículo antigay fue removido. El 1 de agosto de 2003, el presidente de Armenia Robert Kocharián lo ratificó, poniéndole un fin a las décadas de represión legal a los hombres gais en Armenia.
Bajo esta ley hubo siete acusaciones en 1996, cuatro en 1997 (según Amnistía Internacional) y otras cuatro acusaciones en 1999 (según el Comité de Asuntos Jurídicos y Derechos Humanos del Consejo de Europa).
En 2001, la ONG de derechos humanos “Asociación Helsinki” publicó en su sitio web la historia de un hombre de 20 años que fue sentenciado en 1999 a tres meses en prisión por tener sexo con otro hombre. Él fue el último condenado bajo el artículo 116. En su testimonio, denunció abuso y maltrato por parte de los guardias carcelarios y además que el juez le pidió una coima de 1000 dólares para reducir su condena. La mediatización de su caso fue conocida como “el primer gay que sale del armario en Armenia”.
La edad de consentimiento en Armenia es 16, independiente del género y orientación sexual.

### Reconocimiento de las parejas del mismo sexo
No existe ningún tipo de reconocimiento hacia las parejas formadas por personas del mismo sexo en forma de matrimonio o de unión civil en Armenia, por ende, el estado armenio tampoco reconoce a la familia homoparental. En Armenia esta prohibido constitucionalmente el matrimonio entre personas del mismo sexo desde 2015, y es improbable que se modifique la constitución en los próximos años para que así se pueda aprobar un proyecto de ley el cual pueda permitir que las parejas del mismo sexo tengan el mismo derecho que las parejas heterosexuales a acceder a las uniones civiles o al matrimonio.

A finales de 2017, Vazken Movsesian, un sacerdote de alto rango de la Iglesia apostólica armenia, expresó su apoyo personal al matrimonio entre personas del mismo sexo. Esto lo transformó en el simpatizante del matrimonio igualitario de más alto perfil en el país. En una entrevista con Igualdad Armenia, Movsesian comparó la histórica persecución de los armenios por parte de Turquía a la persecución que afronta la gente LGBT declarando: 
“Fuimos perseguidos porque no éramos aceptados debido a que éramos diferentes. Como armenio cristiano, ¿cómo puede ser que cierre mis ojos a lo que acontece en el mundo?. Y no es solo en Armenia, en todos lados hay intolerancia”. 
Otros simpatizantes del matrimonio igualitario en Armenia, es la organización Igualdad Armenia, cuya misión es lograr igualdad matrimonial en el país.
En noviembre de 2018, el gobierno armenio rechazó un proyecto de ley propuesto por el miembro del parlamento Tigran Urikhanyan con el fin de introducir más prohibiciones al matrimonio igualitario.
El 26 de agosto de 2019, el ministro de justicia Rustam Badasyan declaró: “Armenia no reconoce el matrimonio entre personas del mismo sexo”.

### Leyes y medidas antidiscriminación
Armenia, al igual que la mayoría de sus países limítrofes, no posee ningún tipo de legislación, norma, medida o artículo en el código penal que prohíba la discriminación por motivos de orientación sexual o identidad y expresión de género en áreas como en el acceso al empleo, la educación, los servicios de salud, el acceso a la justicia, la vivienda o el acceso a lugares y/o establecimientos tanto públicos o privados, entre otros.
En diciembre de 2008, Armenia fue una de las primeras naciones de la región en respaldar la declaración sobre orientación sexual e identidad de género de la ONU. Una encuesta llevada a cabo en 2011 expuso que el 50% de los armenios sería indiferentes si presenciara un ataque homofóbico. La sede europea de la Asociación Internacional de Lesbianas y Gais conduce actividades para el avance de los derechos LGBT en Armenia a través de la asociación con otras siete ONGs y sociedades civiles basadas en el país.

### Servicio militar
Según el Comité de la IHF, en Armenia un ministro de defensa interna decretó la prohibición de hombres homosexuales a servir en las fuerzas armadas en el año 2004. En la práctica militar, los gais son marcados como enfermos mentales y enviados al psiquiatra.

## Condiciones sociales

### Violencia contra la comunidad LGBT+
En otoño de 2004, hubo un gran debate por parte de miembros del parlamento en la TV pública. Armen Avetisyan, el fundador del grupo de extrema derecha Unión Aria Armenia, aseguraba que varios mandatarios armenios eran homosexuales. Muchos parlamentarios declararon que de ser hallados gais, los funcionarios deberían renunciar a sus cargos. Esta opinión también fue compartida por el consejero presidencial para la seguridad nacional, Garnik Isagulyan.
En mayo de 2012, gente sospechada de ser neonazis incendiaron un pub de lesbianas en Ereván, la capital armenia. El 8 de mayo, vándalos tiraron una bomba molotov por la ventana del establecimiento. Los canales de noticias armenios reportaron un segundo ataque el 15 de mayo alrededor de las 18 horas cuando un grupo de jóvenes llegaron al pub e incendiaron la barra que tenía un poster que decía “No al Fascismo”. Además dibujaron esvásticas en las paredes.
El 27 de mayo de 2018, Elton John visitó Ereván para ayudar a una fundación que asiste a niños con discapacidad. Sin embargo, un hombre lo atacó arrojándole huevos.
En agosto de 2018, nueve activistas LGBT fueron violentamente atacados por una turba en una casa privada en el pueblo de Shurnukh. Dos personas fueron llevadas al hospital con heridas comprometedoras. El ataque violento recibió amplia cobertura mediática y fue condenado por grupos dedicados a los derechos humanos, así como la embajada de Estados Unidos en Armenia. Luego de ser arrestados, los atacantes fueron liberados por la policía.

### Activismo

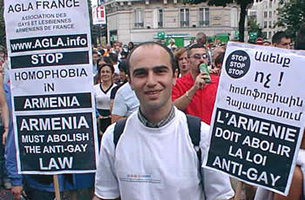
Un franco-armenio pidiendo por la derogación de la ley antigay en 2002.

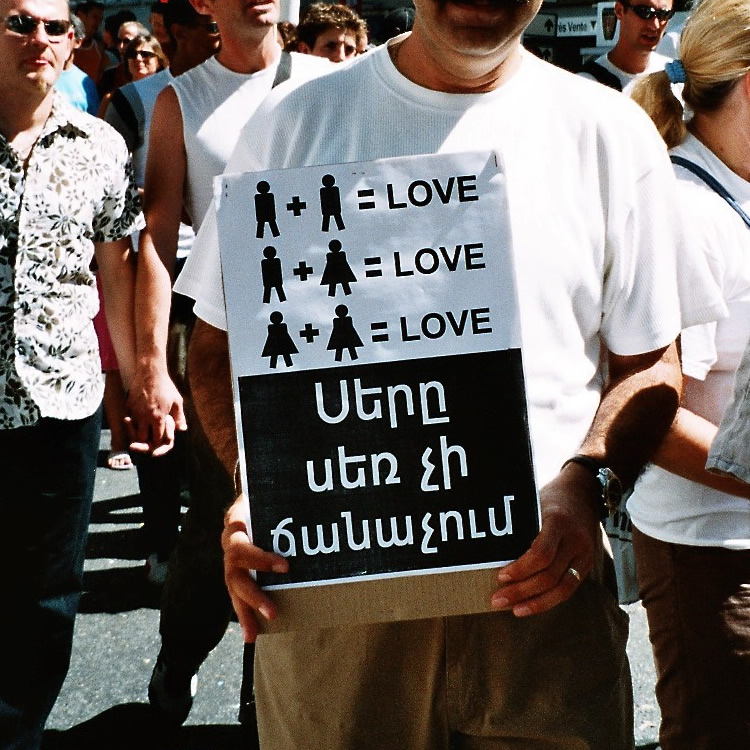
Un armenio en la marcha del orgullo de Marsella de 2004. La pancarta dice "el amor no reconoce género".

A continuación de la derogación de la ley antigay, algunas señales esporádicas sobre un movimiento de derechos LGBT emergente fueron observadas en Armenia. En octubre de 2003, un grupo de 15 personas LGBT se reunieron en Ereván para establecer una organización que fue inicialmente bautizada como GLAG (Grupo Gay y Lésbico Armenio). Luego de un par de reuniones el grupo terminó disipándose.
En 1998, la asociación de gais y lesbianas armenios de Nueva York fue fundada para apoyar la diáspora LGBT armenia. Un grupo similar también fue establecido en Francia.
En 2007 se fundó, Pink Armenia, llamada así por sus siglas en inglés que significan: información pública y necesidad de conocimiento. Esta ONG emergió para concientizar acerca del VIH y otras enfermedades venéreas. Además para luchar contra la discriminación basada en orientación sexual. Esta organización lleva a cabo investigación sobre el estado de la gente LGBT en Armenia, conjuntamente trabaja con otras ONGs para combatir la homofobia.
Otros grupos LGBT incluyen la sociedad gay y lesbiana armenia (GALAS), la iniciativa rainbow de Armenia e Igualdad Armenia, las cuales están basadas en Los Ángeles, Estados Unidos.
El 5 de abril de 2019, por primera vez una mujer transgénero tomó la palabra en la Asamblea Nacional de Armenia y habló sobre las esperanzas de un futuro mejor y más seguro para la comunidad LGBT en Armenia. Lilit Martirosyan, se describió a sí misma como "la representación de una mujer transgénero armenia torturada, violada, secuestrada, agredida físicamente, quemada, asesinada, robada y desempleada". Su discurso enfrentó muchas reacciones violentas, específicamente la diputada Naira Zohrabyan terminó renunciando en la Asamblea Nacional durante el discurso y además el diputado Vartan Ghukasian llegó a amenazar a Martirosyan con quemarla viva.

### Libertad de expresión
En 2013, la policía armenia propuso un proyecto de ley para hacer ilegales las relaciones sexuales no tradicionales y para también ilegalizar la “propaganda LGBT” similar a la ley rusa contra la propaganda homosexual. Ashot Aharonian, un vocero policial, declaró que el proyecto de ley fue propuesto debido al miedo que tiene el público a que la homosexualidad se propague. Sin embargo, varias ONG, como Pink Armenia, dijeron que esto era un intento para distraer al público de los variados problemas sociopolíticos del país. Finalmente, el proyecto de ley no se aprobó.
En noviembre de 2018, un grupo cristiano LGBT tuvo que cancelar varios foros y eventos que planeaba, por culpa de las amenazas constantes y la intimidación organizada de líderes políticos y religiosos, así como también por la falta de protección policial.

### Incidente del periódico Iravunk
El 17 de mayo de 2014, el periódico Iravunk publicó un artículo con una lista de cuentas de Facebook, de personas que pertenecen a la comunidad LGBT de Armenia, llamándolos zombis y acusándolos de servir el interés del lobby homosexual internacional. El periódico fue demandado judicialmente y llevado al tribunal de apelación armenio donde los jueces encontraron que el medio de comunicación no había ofendido a nadie y ordenaron a los querellantes pagar 50.000 drams armenios en compensación al periódico y su editor, Hovhannes Galajyan.

## Reporte de derechos humanos por el DoS[41]
En 2017, el Departamento de Estado de Estados Unidos, ante la preocupación por la situación de los derechos LGBT en Armenia, informó de lo siguiente:
“Entre los más significantes problemas relacionados con los derechos humanos en Armenia se incluyen: la tortura; condiciones paupérrimas y riesgosas para la vida en la prisión; arbitrariedad en arresto y detención; falta de independencia judicial; fracaso al proveer juicios justos; interferencia en la libertad en los medios de comunicación masiva; usar la autoridad legal del gobierno para penalizar contenido crítico; interferencia física por las fuerzas de seguridad contra la libertad de reunirse; restricciones en participación política; corrupción gubernamental sistemática; falta de protección contra la violencia de personas lesbianas, gais, bisexuales, transgéneros e intersexuales (LGBTI); y las peores formas de trabajo infantil, por las cuales el gobierno hace mínimos esfuerzos para eliminarlas”.

### Condiciones de las prisiones y centros de detención
“El grupo de monitoreo de prisiones notó que tanto los hombres homosexuales, como esos que se asocian con ellos y los prisioneros sentenciados a crímenes como violación, eran separados de otros prisioneros y forzados a hacer trabajos humillantes, además de proveer servicios sexuales".

### Libertad académica y eventos culturales
“En julio de 2017, los organizadores del Festival Internacional de Cine de Ereván cancelaron la proyección de dos películas de temática LGBTI luego de la reacción negativa del público (véase la sección 6 de los actos de violencia, discriminación y otros abusos basados en orientación sexual e identidad de género).

### Actos de violencia, discriminación y otros abusos basados en orientación sexual e identidad de género
“Las leyes antidiscriminación no se aplican a la orientación sexual o identidad de género. No hay leyes de crímenes de odio contra miembros de la comunidad LGBTI. La discriminación social basada en orientación sexual e identidad de género afecta negativamente todos los aspectos de vida; el empleo, la vivienda, las relaciones familiares, el acceso a la educación y el cuidado de la salud. Las personas transgénero están especialmente vulnerable al abuso y acoso físico y psicológico".
Durante 2017, la ONG PINK Armenia documentó 27 casos de supuestas violaciones a los derechos humanos contra personas LGBTI pero solo cuatro víctimas buscaron ayuda de la oficina de defensoría del pueblo y ninguna pidió asistencia de los organismos encargados de hacer cumplir la ley.
El 23 de agosto de 2017, según reportes de los medios, de 30 a 35 civiles masculinos, supuestamente liderados por un empleado municipal, atacaron un grupo de trabajadoras sexuales transgéneros en un parque cerca de la municipalidad. La policía paró el ataque y abrió una investigación criminal sobre el incidente. Los abogados de la ONG Nueva Generación, que representan a las personas transgéneros y a los trabajadores sexuales, dijeron que estos ataques grupales ocurren por lo menos una vez al mes y que los ataques individuales pasan casi a diario. En la mayoría de los casos, la policía es inefectiva previniendo estos incidentes o deteniendo perpetradores.
El 25 de mayo de 2017, con el fin de promover tolerancia PINK Armenia puso tres báners publicitarios de temática LGBTI en el centro de Ereván. Dos días después la agencia publicitaria los retiró debido a la reacción negativa del público. Poco tiempo después, un oficial de la municipalidad de Ereván anunció en su página de Facebook que los báners fueron puestos ilegalmente y sin ninguna autorización de la municipalidad. Según PINK Armenia, los banners no contenían ningún material prohibido por la ley, la instalación fue hecha de acuerdo a las prácticas existentes y la municipalidad de Ereván violó la libertad de expresión de la ONG. Luego de este episodio, grupos anti LGBTI lanzaron ataques cibernéticos contra el sitio web de PINK Armenia. La dirección física de PINK Armenia fue posteada en Facebook con un mensaje incentivando ataques a la organización.
El 9 de julio, el Festival Internacional de Cine de Ereván abrió sus puertas en medio de la controversia debido a que los organizadores cancelaron varias películas que estaban fuera de la competencia, entre ellas dos con temática LGBTI. Uno de los socios del festival, la Unión de Cinematógrafos, exigió que estos dos filmes fueran eliminados del programa. Los organizadores del festival respondieron cancelando la proyección de todas las películas que no competían inmediatamente antes de que el festival comenzara.
Según una evaluación conducía por la ONG Nueva Generación en 2016, los individuos transgéneros que deseaban ir por la cirugía de reasignación de sexo se enfrentaban a problemas médicos relacionados con la administración de hormonas sin supervisión médica y a cirugías clandestinas. Además enfrentaban problemas obteniendo documentos que reflejaran el cambio de identidad de género.
El 4 de julio, la ONG Right Side que se enfoca en los derechos trans, reportó que un empleado municipal vino a sus oficinas para acosar y asaltar a la presidenta de la organización. En Septiembre, Right Side reportó que el arrendador de la oficina decidió no renovar el alquiler.
Los hombres abiertamente gay son exentos del servicio militar. Sin embargo, si un hombre gay quiere ir al servicio militar, tiene que ir a un estudio médico basado en una examinación psicológica que indique que el individuo tiene un desorden mental; esta información aparece en los documentos de identidad, resultando en un obstáculo para conseguir empleo y obtener la licencia de conducir. Los hombres gais que sirven en el ejército han sufrido abuso físico y psicológico así como extorsiones.

### Estigma social del VIH y el SIDA
“Según grupos de derechos humanos, las personas consideradas como vulnerables al VIH/SIDA tales como trabajadores sexuales (incluidas las personas transgénero) y los que usan drogas ilegales afrontan discriminación y violencia por parte de la sociedad así como maltrato por parte de la policía”.

### Discriminación laboral y ocupacional
"No habían mecanismos legales efectivos para implementar regulaciones contra la discriminación laboral y ocupacional ocurrida en base a género, edad, discapacidad, orientación sexual, HIV/SIDA y religión. Incluso cuando no había estadística oficial o de ningún otro tipo para medir la magnitud de tal discriminación". 

## Opinión pública
En mayo de 2017, una encuesta del Centro de Investigación Pew llevada a cabo en países de Europa del Este, mostró que un 97% de los armenios creía que la homosexualidad no debería ser aceptada por la sociedad.
Según una encuesta realizada por ECOM (colisión euroasiática para la salud masculina) en 2017, el 67% de los trabajadores sociales y el 48% de los trabajadores médicos armenios creen que la homosexualidad es socialmente aceptable.

## Historia

### Antigüedad
Las relaciones sexuales entre personas del mismo sexo parecen haber sido aceptadas en la Armenia antigua, influida por las culturas helenística, persa y romana. Después de que el cristianismo se convirtiera en la religión oficial del Reino de Armenia en el año 301, la percepción popular de la homosexualidad se convirtió en rechazo y opiniones negativas.
Algunas fuentes permiten concluir que la homosexualidad fue más aceptada en el pasado. Se describe al rey Papas de Armenia participando en orgías con sus guardias.
Es en Armenia donde aparece el paulicianismo. Los paulicianos rechazaban el Antiguo Testamento y el bautismo. Sus contemporáneos los describían como herejes y sodomitas. La emperatriz Teodora Porfirogéneta mandó matar a más de cien mil paulicianos en Armenia.

### Unión Soviética
Después de la caída del Imperio Otomano y del Imperio Ruso, la Primera República de Armenia fue proclamada en mayo de 1918 y solo duró dos años. Poco después de la invasión del Ejército Rojo en diciembre de 1920, se estableció la República Socialista Soviética de Armenia. En 1936, se introdujo en el código penal el artículo contra la sodomía para prohibir las relaciones masculinas homosexuales.
A pesar de la represión legal, algunos artistas famosos han expresado su homosexualidad en sus obras. Los poetas Vahan Tekeyan y Yeghishe Charents, así como el cineasta Sergei Paradjanov, se encuentran entre los armenios LGBT más famosos de la era soviética.